# Dušan Matković
Dušan Matković (* 1. Februar 1999 in Kotor) ist ein montenegrinischer Wasserballspieler.

## Karriere
Dušan Matković spielt für VK Primorac in seiner Heimatstadt Kotor.
Er belegte mit der montenegrinischen Mannschaft 2015 den sechsten Platz, 2017 den fünften Platz und 2019 den sechsten Platz bei den U21-Weltmeisterschaften. 2016 gewann er mit der montenegrinischen Mannschaft die Silbermedaille bei den U18-Weltmeisterschaften.
Mit der montenegrinischen Nationalmannschaft erreichte er bei den 2021 ausgetragenen Olympischen Spielen in Tokio den achten Platz. Nachdem der 1984 geborene Wasserballspieler Draško Brguljan bei der Eröffnungszeremonie der Olympischen Spiele einer der beiden Fahnenträger der montenegrinischen Mannschaft war, trug bei der Schlussfeier der 1999 geborene Dušan Matković die Fahne Montenegros. Ein Jahr nach den Olympischen Spielen belegten die Montenegriner auch bei der Weltmeisterschaft 2022 in Budapest den achten Platz. Es folgten achte Plätze bei den Weltmeisterschaften 2023 und 2024. Bei den Olympischen Spielen 2024 in Paris wurde die Mannschaft Montenegros Neunte.